# Xã Prairie Centre, Quận Walsh, Bắc Dakota
Xã Prairie Centre (tiếng Anh: Prairie Centre Township) là một xã thuộc quận Walsh, tiểu bang Bắc Dakota, Hoa Kỳ. Năm 2010, dân số của xã này là 107 người.